# Монастырь Пресвятой Богородицы Чархапан
Монастырь Пресвятой Богородицы Чархапан (арм. Չարխափան Սուրբ Աստվածածին վանք; также известный как монастырь Армаш и монастырь Чарпахан) — крупный армянский монастырь, основанный в 1611 году (по другим данным в 1416 году), расположенный в западной части Малой Азии, в 25 км к северо-востоку от Измита (бывшая Никомедия), недалеко от села Армаш (не путать с Армаш в Армении). Был разграблен, частично уничтожен в 1915—1924 годах и обращён в мечеть.  

## История
Известно, что до основания села Армаш, там проживали греки, которые в 1416 году устроив пожар покинули местность. Здесь поселились армяне, которые бежали из Мараша для укрытия. Название «Армаш» образовано путем изменения слова «Мараш». Затем, в конце XVI начале XVII веков в район Никомедии прибыли армяне из-за турецко-персидских войн. 
Монастырь был основан в 1611 году Григором (Крикор) Таранахци. 
В 1864 году в монастыре открылась типография, где издавался журнал Гюйса («Надежда»). В 1866 году Армашский монастырь отделился от Никомидийской епархии, к которой он был присоединен, и стал автономным. Способствовал этому священник Геворк Аликсанян, который стал архиепископом-настоятелем монастыря в 1869 году. В 1872 году он завершил строительство новой церкви, начатой ещё в 1866 году. Его преемник Хорен Ашекян (1872—1888) основал при монастыре школу-интернат (школу Гевондянц). 
В 1889 году в Армаше была открыта семинария Армянского Константинопольского Патриархата.
Профессорско-преподавательский состав и ученики монастыря сыграли значительную роль в интеллектуальной и религиозной жизни армян Османской империи.
В числе ценных евангелий, рукописей и священных сосудов значилась самая известная — Чархапанская икона Пресвятой Богородицы. Патриарх Магакия Орманян особо отметил и припомнил, что в течение трёх столетий эта удивительная икона становилась объектом многочисленных паломничеств и молитв, поскольку верующие армяне продолжали искать её чудодейственную целительную силу. Было много как устных рассказов, так и письменных  свидетельств о чудодействии иконы.

### Разрушение
Геноцид армян 1915 года привел не только к депортации всей армашской общины армян, но и к уничтожению собранных там бесценных богатств. Монастырь был разграблен в 1915 году, затем конфискован. Разрушение церкви и прилегающих к ней построек началось после занятия этого места кемалистами в 1923—1924 годах. Часть оставшихся стен была использована для строительства на её месте первой мечети, которая была заменена в 1994 году новой, более крупной. В 1990-х годах здание семинарии ещё стояло. Но, поврежденное землетрясением 1999 года, оно было снесено в том же году. Стоящая пустая и в руинах небольшая часть хозяйственных построек, в частности, старая типография, все ещё была видна в 2011 году. В это же время ещё можно было увидеть фонтан и заброшенный мельничный дом.

## Устройство монастыря
Монастырский комплекс состоял из:
- церкви Пресвятой Богородицы, основанная в 1611 году;
- здания семинарии, построенное в 1889 году на месте основанной в 1786 году школы;
- большой гостиницы на 40 номеров, возведенной в 1890 году на месте старых построек, уничтоженных пожаром 1888 года;
- водяной мельницы, известной как мельницы Унцзян, по имени благотворителей братьев Унцзян, построенной в 1890-х годах и оснащенной в 1911 и 1913 годах современным оборудованием;
- шелководческий цех в здании 1892 года постройки;
- комбинированной библиотеки-музея, построенной в 1911 году для хранения ценных коллекций монастыря;
- фонтана, построенного в 1827 году;
- сельскохозяйственных построек и огорода;
- тутовых рощ;
- фермы, построенная в 1863 году, с доступом к ней по новому деревянному мосту, проложенному в 1912 году.

## Галерея

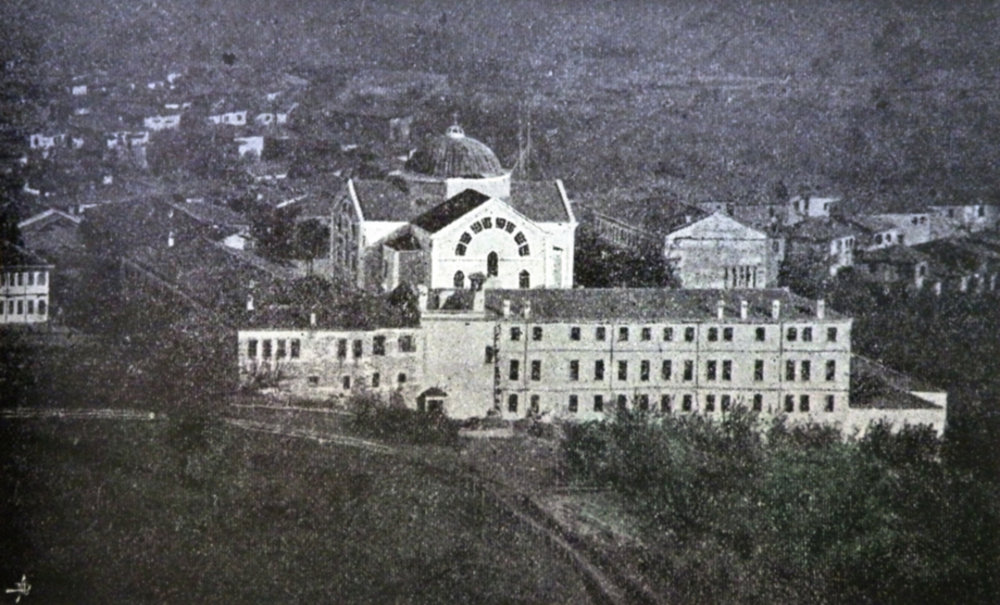
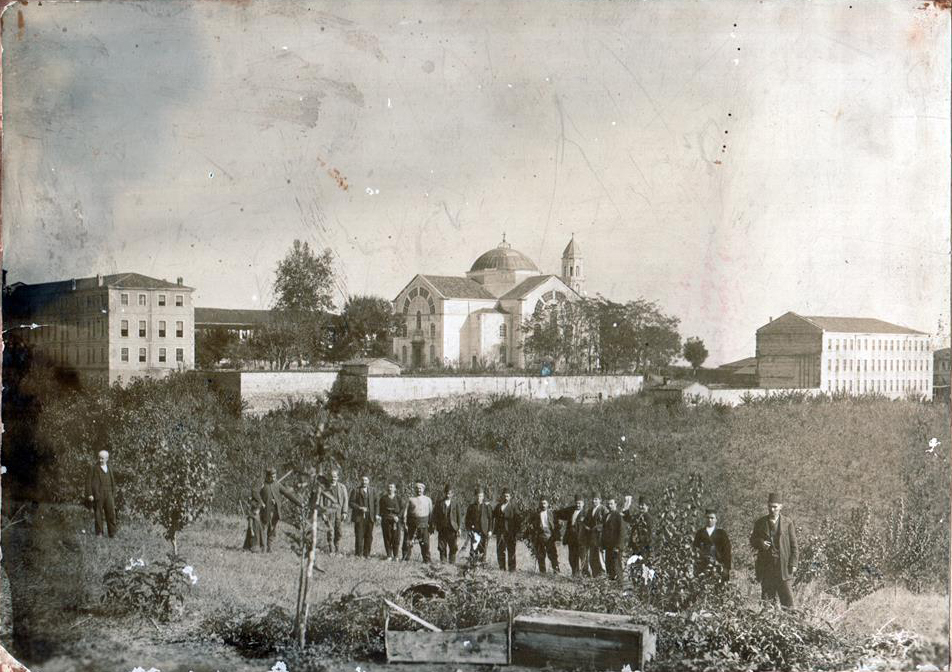